# Yu-Gi-Oh! (kártyajáték)

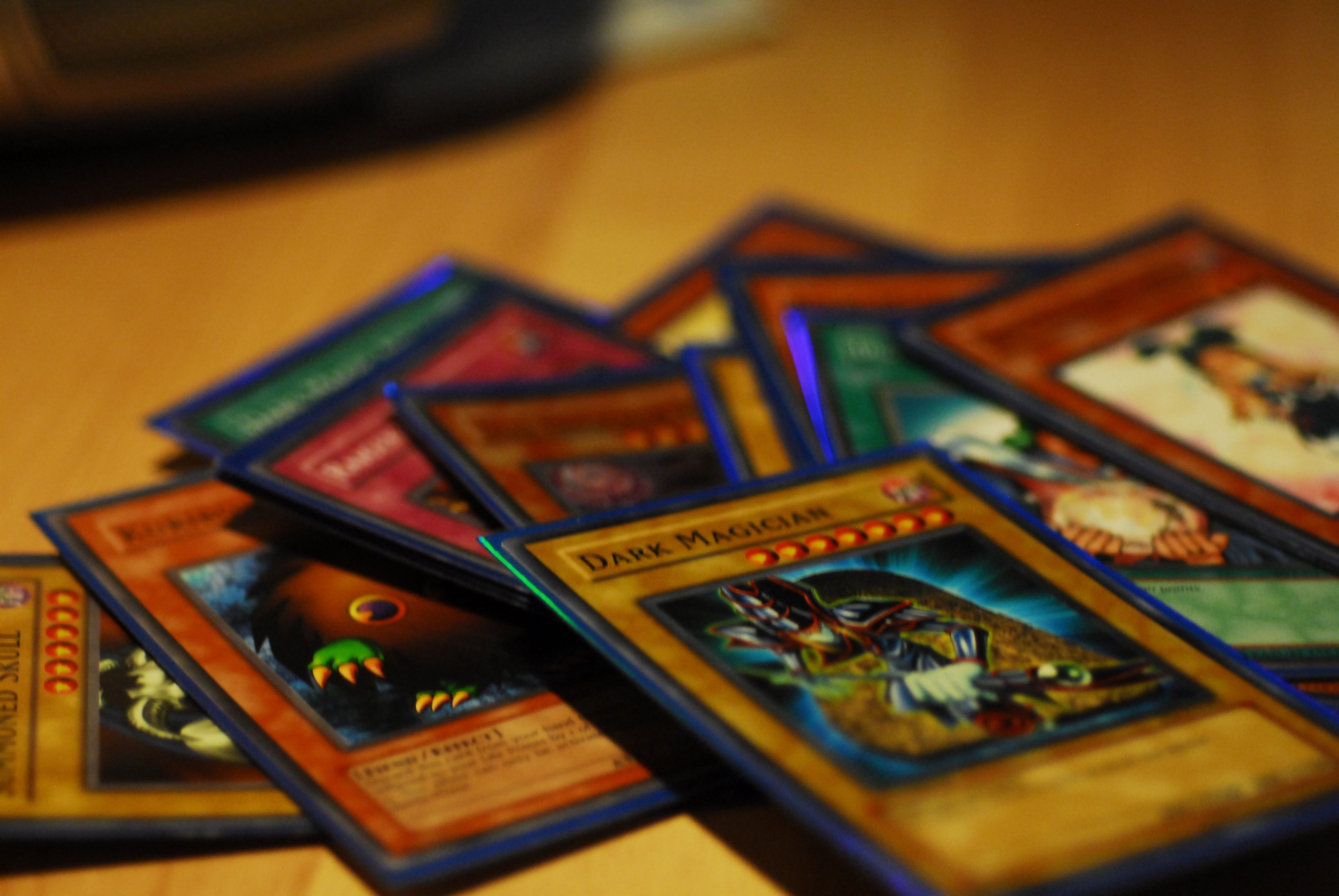
Yu-Gi-Oh!-kártyák. Jól kivehető a Sötét Varázsló (Dark Magician), egy Kuriboh, az Idézett Démon (Summoned Demon, angol (cenzúrázott) verzióban Summoned Skull), egy Ebon Magician Curran (magyarosítva: Curran, a Fekete Varázslólány) és Dian Keto the Cure Master (Dian Keto, a Gyógyítás Mestere).

A Yu-Gi-Oh! (遊☆戯☆王 – „a játék királya”) egy japán gyűjtögetős kártyajáték, manga és animesorozat. A manga megalkotója Takahasi Kazuki, akinek ötlete azóta franchise keretei között többféle formában is testet öltött. A mangából megismert Párbajszörnyek (Duel Monsters) kártyajáték (eredetileg Mágusok és Varázslók) széles körű népszerűségre tett szert és mint valódi gyűjtögetős kártyajáték, illetve videójáték is megjelent.
A Yu-Gi-Oh! már 1996 óta hódítja a világot.

## Játékszabályok
A játékot minimum kettő játékos ("párbajozó") játszhatja. Egy játékosnak 40-60 lapból álló paklinak (általában 3 lap/pakli), 10-15 lapból álló extra paklinak (ami csak Fúziós, XYZ, Szinkró és Link szörnyekből állhat) kell rendelkeznie. Nem árt, ha 10-15 lapot eltesz segédpakliként, így finomhangolhatja a pakliját. Az első körben mindenki öt kártyalapot húz a saját, megkevert paklija tetejéről. A játék kezdetekor mindenkinek x (x leggyakrabban 4000 vagy 8000) életpontja van és a mezőn 3 (Speed Duel), vagy 5 (Tradicionális) szörnylap- és varázs/csapdalapzóna van a mezővarázslapzónával és az újonnan bevezetett extra szörnylapzónákkal együtt (A 2017. július 21-én bevezetett változások szerint, de lehetséges anélkül is, ha a régi szabályok szerint szeretnének játszani). Az életpontok az összecsapások során akkor csökkennek, ha az egyik játékos szörnykártyája magasabb ATK-kal, azaz támadóértékkel bír az ellenséges szörny támadópontjánál, vagy ha egy szörny képessége, vagy varázs/csapdalap képessége azt nem diktálja, vagy ha a játékos olyan védekező szörnyet támad meg, aminek a DEF-e, azaz védekezőértéke nagyobb azt őt megtámadó szörny ATK értékénél. A varázslap olyan lapfajta, amelyik képes úgy befolyásolni a játék menetét, hogy a játékosok számára megnöveli a harc mozgásterét, spontán módon alakított szabályszerűségek során elpusztít/teremt, vagy életpontokat ad/vesz el. A csapdalap szintén ezekkel a tulajdonságokkal bír, de azt csak a lerakását követő körben lehet aktiválni. Akkor van vége a játéknak (vagy esik ki egy játékos), ha:
- valamelyik játékos életpontja lenullázódik;
- valamelyik játékos nem tud húzni a főpaklijának hiánya által (pontosabban: elfogytak a lapjai) -> ezt hívják Deck-Out-nak;
- egy kártya képessége által (pl.: Exodia képessége által, miszerint ha a játékosnak megvan maga Exodia a bal és jobb lábával, illetve bal és jobb karjával együtt, akkor az a játékos megnyerte a csatát);
- valamelyik játékos a játék közben visszavonul úgy, hogy felveszi a pakliját a főpaklizónából.
Ennek a játénak van egy korlátozó- és tiltólistája is, amit kompetitív versenyeken használnak, tehát azok a kártyák, amik rajta vannak a listán, azokat egyáltalán nem, vagy csak korlátozva (egy pakliban 1, vagy 2 db az adott lapból) lehet őket használni, így fenntartva a játék egyensúlyát. Két fajtája van: a hagyományos (ott nincs kitiltva semmi, csak korlátolt (1 lap/pakli) és fél-korlátolt (2 lap/pakli) lapok vannak) és a haladó (ott már vannak olyan kártyák, amiket egyáltalán nem lehet használni).

## A szörnylapok típusai

### Normál szörnylapok
Sárgás színűek, ATK (attack=támadás) és DEF (defense=védelem) értékkel rendelkeznek, narancsvörös alapon sárga csillaggal jelölt szintjük van a lap bal oldalán. Rendelkeznek attribútummal (Fire (Tűz), Water (Víz), Earth (Föld), Wind (Szél), Light (Fény), Dark (Sötét), Divine (Isten)) és fajtával. (Bővebben itt: A szörnyek fajtái). Normál és speciális módon is megidézhetőek. Ha 5-ös, vagy 6-os szintjük van, akkor egy szörny feláldozásával idézhetőek meg, míg a 7-es, vagy afölötti szinttel rendelkező szörnyekhez 2 áldozat kell, kivéve ha egy olyan varázs-, csapdalapot, vagy egy szörnyképességet használsz, amivel ez könnyíthető, illetve kikerülhető.

### Effekt (képességgel, ill. képességekkel rendelkező) szörnyek
Barnás-narancsos színűek, szintén rendelkeznek ATK, DEF és szint értékkel, attribútummal és fajtával. Van speciális képességük, mely a kép alatti szövegdobozban olvasható. A képességüktől függhet az idézésük lehetősége (pl.: 3 áldozat, felfordításos idézés, stb.), ami miatt a normál vagy speciális idézésük problémába ütközhet. Lehetnek körönként egyszer, vagy többször használható képességeik, lehetnek felforduláskor aktiválódó, valamilyen feltételhez kötött, vagy használó által meghatározott időben alkalmazható képességek. Ha 5-ös, vagy afeletti a szintjük, akkor az áldozásnak itt is végbe kell mennie a választott szörny megidézéséhez ugyanazokkal a kivételekkel. Ezen szörnyeknek még másodlagos képességeik is vannak (Bővebben: A szörnylapok másodlagos képességei).

### Rituális szörnyek
Kereteik színe kék, ATK, DEF és szint értékük is van, csak speciálisan idézhetőek, a játékos kezéből egy rituális varázslap segítségével, vagy ha képességük mást nem diktál, a temetőből, egy erre alkalmas kártya képességével. Leggyakrabban effekttel rendelkeznek, de van köztük normál lap is. Megidézésükhöz a szintjükkel egyenlő, vagy nagyobb szintű szörnylapo(ka)t kell a temetőbe dobnunk a játéktérről vagy a kezünkből egy, a szörnyet konkrétan, ill. részlegesen megnevező rituális varázslap által (pl.: ha a Paladin of Dark Dragon-t (A Sötét Sárkány Lovagja) akarod megidézni, akkor szükséged lesz egy "Dark Dragon Ritual (Sötét Sárkány-rituálé) rituális varázslapra és egy min. 4-es szintű szörnyre, mint áldozat).

### Fúziós szörnyek
Lila színű keret, szintén rendelkeznek ATK, DEF és szint értékkel. Csak speciálisan idézhetőek, és legalább 2 kártya kell egy fúziós szörny pályára helyezéséhez (vannak olyan kivételek, ahol csak egy lap kell hozzá). A szükséges kártyák a szörny képe alatt olvashatóak, illetve a leírtakon kívül egy "Polymerization" (animében "Fúzióként" hangzik el, de nyersebb fordításban "Polimerizáció") varázslap, vagy ennek megfelelő varázslap szükséges. (Kivételt képezhetnek azok a szörnyek, amikhez nem kell Polimerizációt használni a megidézésükhöz.) Lehetnek normál szörnyek, de lehetnek effekttel rendelkezőek is.
A fenti 3 szörnylapfajtát már lehetett látni a Yu-Gi-Oh! DM és GX szériában is.

### Synchro (magyarosítva: Szinkró) szörnyek
Keretszínük fehér, és a szörnyekre jellemző értékek rajtuk is megfigyelhetőek. Kijátszásuk speciálisan történik, feltételtől függően egy vagy több, szintén feltételtől függő, vagy sok esetben független típusú vagy nevű szörnyek, illetve egy "tuner" (hangoló) szörnykártya segítségével. A tunerek lehetnek normál, vagy effekttel rendelkező szörny kártyák is. A megidézésük a felhasznált szörnyek csillagainak (továbbiakban szint) összegétől függnek. Egy 8-as szintű szinkronlény megidézéséhez például egy 3-as szintű tuner, és egy 5-ös szintű szörny "összehangolása" (temetőbe küldése) szükséges a mezőről. 3+5=8. Az alapanyagként felhasznált kártyák, ha egyéb hatás mást nem mond, a fúzióhoz hasonlóan a temetőbe kerülnek. Gyakrabban effekttel rendelkeznek, de előfordulnak képesség nélküliek is.
A Szinkró idézés a Yu-Gi-Oh! 5Ds (Az öt sárkány) c. spin-offban lettek bevezetve.

### XYZ (ejtsd: ek-szíz; értsd: felsőbbrendű) szörnyek
Fekete színű kerettel rendelkeznek, és a többi szörnytől eltérően nem szintje, hanem rangja (rank) van, melyet szintén csillagok jelölnek: fekete alapon citromsárga csillag(ok)a lap jobb oldalán, de így bármilyen kártya képesség, mely szintekre vonatkozik, az ilyen típusú szörnyekre nincs hatással, amennyiben szükséges, a szintjüket nullának tekintik. Megidézésük speciálisan történik, a ranggal megegyező két vagy több azonos szintű szörny egymásra stócolásával, ilyenkor az alapanyagok nem a temetőbe, hanem a megidézett szörny alá kerülnek "átfedésegység" néven. Gyakoribb az effekttel rendelkező, de előfordul effekt nélküli XYZ szörny is. Az effekttel rendelkezőek leggyakrabban az alájuk rakott egységeket használják el a képességek aktiválásakor, de van olyan is, amikor nem kell átfedésegység egy képességük aktiválásához.
Az XYZ idézés a Yu-Gi-Oh! ZEXAL (ejstd: zeál) c. spin-off-ban lettek bevezetve.

### Pendulum (magyarosítva: Inga) szörnyek
A szörnyekre jellemző értékekkel rendelkeznek, azonban a megjelenésük óta két plusz Pendulum ("inga") zónát használunk a játék során (amiket a 2017.07.21-én bevezetett szabály szerint már a varázs- és csapdalapzónába integráltak, az extra- és a főpaklizóna mellé, a pályán belülre), melyekre ezek az inga lapok elhelyezhetőek, ekkor varázslapként tekintünk rájuk. A szövegdobozuk két részre van osztva, a felső rész az inga zónában, míg az alsó szörnyképességként aktiválható (azaz keretük kétszínű: felül lehet a szörnytípudokkal megegyező színű (sárga, barnás-narancsos, lila, fehér, fekete) és alul csakis zöld, mert egyben varázs- és szörnylap). Egy új speciális idézési lehetőséghez használhatóak, melyet körönként egyszer tehetünk meg, és az ezeken a lapokon megjelent "inga skála" meghatározásával érhetünk el. Az ilyen módon megkezdett idézéshez egy kisebb és egy nagyobb, két különböző értékű ingakártyára van szükségünk, melyeket kisebb (balra) és nagyobb (jobbra) sorrendben kell elhelyeznünk a megfelelő zónákba. A megidézhető szörnyek a két skálaszint közötti szintértékeknek kell megfelelnie (pl.: egy 3-as és egy 8-as skálájú inga lap az ingazónában lehetőséget biztosít bármennyi szörny megidézéséhez 4-es és 7-es szint között (3<ingazóna<8) a kezünkből és extra pakliból körönként egyszer). A speciális idézésre vonatkozó szörny képességeket és feltételeket néhol itt is figyelembe kell venni. Az ilyen típusú lapok elpusztulás után nem a temetőbe, hanem az extra paklizónába kerülnek képpel felfelé, ahonnan inga idézéssel ismét megidézhetőek.
Az Inga idézés a Yu-Gi-Oh! ARC-V c. spin-off-ban lettek bevezetve.

### Link szörnyek
Kék, futurisztikus keretjük van. A Link szörnyeket Link idézés által lehet megidézni az extra pakliból a pálya extra szörnyzónájába (a 2017. 07. 21-én bevezetett módosítások által). A vörös nyilak a Link nyilak, amik azt mutatják, hogy hol lehet még szörnyeket idézni az extra pakliból, pontosítva: "feloldja" a helyet a különleges szörnyeknek (Fúziós, Szinkró, XYZ). Egy kis hátrány lehet az, hogy a Link szörnyek által feloldott helyek érvényesek az ellenfélnél is. A Link szörnyeknek nincs se szintjük, se rangjuk, se DEF értékük (azaz nem lehet lefordítani védekező állásba, vagy felfordított védekező állásba tenni), de van Link értékük, amik mutatják, hogy minimum hány szörny kell a megidézéséhez. A Link idézés során a szörnyzónából kell elküldeni a szörnyeket a temetőbe, így a Link szörny rákerülhet az újonnan bevezetett extra szörnyzónába. További feltételek alatt értendő, hogy az adott Link értéken belül adott mennyiségű (néha megadott típusú) szörnyek kellenek az idézéshez. A Link szörnyek még felhasználhatóak további Link idézésre, figyelembe véve a Link értéküket (pl.: ha egy Link idézésre használsz fel egy Link szörnyet, aminek a Link értéke 2, akkor az 2 Link egységnek számít), vagy ha egy szörnyként tekintünk rájuk .
A Link idézés a Yu-Gi-Oh! V-RAINS c. spin-off-ban lettek bevezetve.
Edit: a Master Rule 5 bevezetésével a Link nyilak értelmét vesztették, mert már bárhova le lehet rakni az extra paklis szörnyeket saját térfélen belül.

## A szörnyek fajtái
Aqua – Vízi lény/Tengeri lény
Beast – Bestia/Szörnyeteg
Beast-Warrior – Bestia-harcos (a Szörnyeteg és a Harcos hibridje)
Cyberse – Kibersz
Dinosaur – Dinoszaurusz
Divine-Beast – Isteni teremtmény/Isten
Dragon – Sárkány
Fairy – Tündér
Fiend – Ördög/Démon
Fish – Hal
Insect – Rovar
Machine – Gép
Plant – Növény
Psychic – Pszichikus
Pyro – Láng
Reptile – Hüllő
Rock – Szikla
Sea Serpent – Tengeri sárkány
Spellcaster – Igéző/Varázshasználó
Thunder – Mennydörgés
Warrior – Harcos
Winged Beast – Szárnyas bestia
Wyrm – Fantomsárkány
Zombie – Zombi/Élőhalott

### A szörnylapok másodlagos képességei
Token – Jelző (egy adott lap képessége által idéződnek meg különleges idézés útján) [Ha nincs hivatalos Token kártyád, akkor használhatsz más, apró tárgyakat is jelzőként.]
Flip – Felfordításos (felfordításos idézés útján aktiválják képességeiket)
Union – Unió (fel lehet szerelni egy szörnyre is és csak a pályán tudjuk őket egyesíteni)
Spirit – Szellem (általában a képessége az, hogy visszakerül a játékos kezébe)
Gemini – Iker (amellett, hogy normál módon idézi meg a játékos az Iker szörnyet, még egyszer meg kell idéznie őt, hogy érvénybe lépjen a képessége)
Tuner – Hangoló (Szinkron idézéshez alap szörnynek számít)
Ritual – Rituálé(hoz kötött) (Rituális idézéssel kell őt a mezőre helyezni)
Fusion – Fúzió (gyakran a "Polimerizáció" varázslappal, vagy hasonló képességgel rendelkező varázslap használatával kell ezen szörnyeket megidézni)
XYZ – XYZ (a képessége feletti leírásban van a megidézésének a feltétele)
Pendulum – Inga (két képessége léphet életbe: ha az ingazónában van, vagy ha szörnyként idézik meg őt)
Link – Kötelék (ezen szörnyeket egy speciális zónában kell elhelyezni (Extra Szörnyzóna: 2017.07.21.) és ott aktiválódik a képességük, vagy terjesztik ki képességüket a Link nyilaik által feloldott területeken lévő szörnylapokra)

## A varázslapok típusai
A varázslapok színe kékeszöld (animékben zöld), fajtánként nem tér el, képességük a kép alatti szövegdobozban olvasható, altípusuk a kép felett a bal sarokban látható.

### Normál varázslapok
Nem rendelkezik altípus jelzéssel, aktiválás után kifejti a hatását, és ha a lap képessége, vagy egyéb effekt másra nem utasít, a temetőbe kerül.

### Felszerelés (Equip) varázslapok
Altípus jelzése egy bekarikázott plusz jel. Aktiválás után a használója kötelezően kiválaszt egy célpontot a mezőn, mely a lap képességétől függően, általában szörny, de lehet szörnyként viselkedő csapdalap is így ráakaszthatja a lapot előnyeivel, illetve hátrányaival is. A felszerelés lap addig marad a mezőn, míg a felszerelt szörnyet, vagy ezt a kártyát el nem pusztítják. Pusztulása után, ha egyéb képesség mást nem mond, a temetőbe kerül.

### Folyamatos (Continuous) varázslapok
Altípus jelzése a végtelenség jele (fekvő nyolcas) egy karikában. Aktiválás után a pályán marad, és folyamatosan, vagy bizonyos feltételek teljesülése esetén fejti ki hatását, Amennyiben a képessége mást nem mond, vagy nem tudunk eleget tenni a követelményeknek (pl.: túl kevés életpont), elpusztul és a temetőbe kerül.

### Azonnal kijátszható (Quick-Play) varázslapok
Altípus jelzése egy bekarikázott villám. Az instant kijátszható lerakott kártyák felhasználhatóak bármelyik körben, kiv. amikor leraktuk, vagy kézből bármelyik körben. Általában egy játékos defenzív/offenzív cselekedetének viszonzására használjuk.
Példa:
A játékos aktiválja a Dark Hole (Sötét Lyuk) varázslapot.
B játékos hozzáláncolja a Bad Reaction to Simochi (Rossz reakció a Simochi-ra) folyamatos csapdalapot.
A játékos kézből aktiválja a Mystical Space Typhoon (Misztikus Űrtájfun) INSTANT KIJÁTSZHATÓ VARÁZSLAPOT.
Mystical Space Typhoon kiüti az ellenfél csapdalapját, Dark Hole zöld utat kap.

### Mező (Field) varázslapok
Altípus jelzése egy iránytű (compass rose -> szélrózsa). Különlegessége hogy saját zónája van, melybe elhelyezhető, a játékosok térfelén 1-1 található a zónákból, melyekbe felváltva kerülhetnek a mező varázslapok, és az új kártya felül írja az előzőt, és elküldi azt a temetőbe. A mező lapok a teljes játéktérre fejti ki hatását, így mindkét játékosra hatással vannak, illetve ha képességük mást nem diktál, mindkét játékos felhasználhatja a képességüket. Ez a kártyatípus az elpusztításáig, vagy saját képességéből adódóan valamilyen feltétel teljesüléséig (vagy nem teljesüléséig) a mezőn marad (pont úgy, mint egy folyamatos varázslap), ezután ha képessége mást nem mond, vagy ha elpusztítják egy képesség által, a temetőbe kerül.

### Rituális (Ritual) varázslapok
Altípus jelzése egy lángcsóva egy körben. Speciális (ún. Rituális) idézéshez alkalmazhatóak, valamilyen, a képességükben konkrétan, vagy részlegesen megnevezett szörnyhöz/szörnyekhez. A kártya egyszer fejti ki hatását, aktiválás után ha képesség mást nem diktál, a temetőbe kerül.

## A csapdalapok típusai
A csapdalapok kereteinek színe vöröses lila, fajtánként nem tér el, képességük a kép alatti szövegdobozban olvasható, altípusuk a kép feletti jobb sarokban látható. Képességeik ha effekt mást nem diktál csak lefordítás után, egy körrel később használható fel.

### Normál csapdalapok
Altípus jelzése nincs, képességük aktiválása után, ha egyéb effekt mást nem diktál a temetőbe kerülnek.

### Kontrázó, más néven Visszaható (Counter) csapdalapok
Altípus jelzése egy félkörben forduló nyíl. Képességük legtöbbször egyszer aktiválódik, és minden esetben valamilyen feltétel teljesülése esetén aktiválható válaszként. (Erre jó példa a Trap Jammer (magyarul: Csapdazavaró) visszaható csapdalap, ami negálja (pontosabban: megállítja) egy most felfordított csapdalap képességét és a lap elpusztul.) Képessége aktiválódása után, ha képessége mást nem diktál, a temetőbe kerül.

### Folyamatos (Continuous) csapdalapok
Altípus jelzése egy végtelen jel (fekvő nyolcas). Képessége felfordítása után azonnal (egyszeri alkalommal), folyamatosan (azonnal, de többszöri alkalommal) vagy valamilyen feltétel teljesülése során aktiválódik. A pályán marad, míg a saját, vagy más lap képessége hatására el nem pusztul. Elpusztulása után, ha képessége mást nem diktál, a temetőbe kerül.

## A képességek prioritásai; láncreakció
4 fokozat van ezen a téren:
1. fokozat: Szörnyek megidézése, idézéskor aktiválódó képessége
2. fokozat: Varázslapok (kiv. Gyors varázslapok) és Effekt szörnyek képességei (kiv. gyors képességek, támadások
3. fokozat: válasz az 1/2. fokozatra (Csapdák, visszaható csapdalapok; Gyors varázslapok és gyors szörnyképességek)
4. fokozat: válasz a 1/2/3. fokozatra (Visszaható csapdalapok)

Ezek a válaszok alkothatnak együtt egy láncreakciót.
Példa:
Kaiba megtámadja a Dark Magician-t a Blue-Eyes White Dragon-nel (Kékszemű Hósárkány) (2. fokozat, 1-es láncszem)
Yugi aktiválja a Mirror Force (Tükörerő) csapdalapot, megcélozván a Kékszeműt (3. fokozat, 2-es láncszem)
Kaiba aktiválja a Dark Bribe (Sötét Megvesztegetés) visszaható csapdalapot (4. fokozat, 3-as láncszem)
Yugi aktiválja a Trap Jammer visszaható csapdalapot, megcélozván a Dark Bribe visszaható csapdalapot (4. fokozat, 4-es láncszem)
Trap Jammer aktiválódik, Dark Bribe érvényét veszti.
Dark Bribe elpusztul, Mirror Force működésbe lép.
Kékszemű a Temetőbe kerül a Mirror Force által, harci fázis vége.
Kaiba körének vége, Yugi jön és húz egy lapot.
Yugi megadja a kegyelemdöfést Kaiba-nak (Sötét Varázsló közvetlenül támad: -2500LP)
Kaiba életpontjai: 1900 -> 0
Yugi nyer.

## Paklitípusok
Három alaptípusú pakli létezik, melyek legtöbbször a pakli tulajdonosának játék tudását is mutatják (a 3 típuson belül lehetnek erősebb és gyengébb megoldások is, itt az erősebb verziókat tárgyalom). Elemzésemet az észrevételeimre alapozom. A leírtak segítenek az ellenfél megismerésében és stratégiánk kialakításában.

### A „Mindenre kész pakli”
A legtöbb játékos egy ilyen paklival kezdi pályafutását. Ez a pakli sokszor válaszol jól egy-egy lépésünkre, többnyire nagyon jó és hatásos lapokból áll, általában minden problémára a legerősebb lapot tartalmazza és ha esetleg sikeresen megvédi magát, akkor kemény ellencsapásra képes (túlnyomó részt a támadásra koncentrál). A pakli hátránya, hogy a jó lapok nem támogatják egymást (egy-egy apró kombó azért néha előfordul benne), a játékos nem tudja a pakli egy-egy lapjának teljes potenciálját kihasználni (nincs módja kombóztatni) és ezért a lépései gyakran csak fele olyan hatásosak mint lehetnének, továbbá, hogy nem taktikus és gyakran nem elég ütős ahhoz, hogy befejezze amit elkezdett…, életpontjaink nullázását. Gond még az is, hogy ez a fajta pakli nem képes az ellenfelet meglepni, mert olyan ismert lapokból áll, amik nagyrészt minden pakliban megtalálhatók. Mindezen tulajdonságokat figyelembe véve, azért jobban tesszük, ha nem becsüljük alá őket.

### A „kombó pakli”
Amikor egy kezdő játékos már kicsit tapasztaltabb, és észreveszi hogy: "Jééé… ezek a lapok tök jól kombóznának", olyankor hajlamos csak a felfedezett kombóra fókuszálni. Ez a pakli tartalmazhat az ellenfél számára teljesen ismeretlen lapokat és leginkább egy NAGY kombóból áll. A "kombó pakli" általában igen halálos, mert ránk erőszakolja a játékstílusát, ami jó taktika, mivel így "hazai pályán" játszik és végezhet velünk a rutinjával. A "combo pakli" egyik hátránya akkor jön elő, amikor sikerül felborítanunk a rendszerét. Ilyenkor a "combo paklisok" tehetetlenül állnak megdöbbenve és várják hogy megadjuk nekik a kegyelemdöfést. Nagyobb hátránya a paklinak hogy mire kijön a kombó, már halottak is vagyunk. Ezt paklicsökkentő lapokkal (Dark Mimic LV1 és barátai) próbáljuk elérni, de ilyenkor van egy érzékeny egyensúly amit hajlamosak vagyunk felborítani. Ez a következő: most mennyi lapot rakjak a kombóból be és mennyit arra ami kihozza őket a kezembe? Ennek a kérdésnek a nem megfelelő kezelése sokszor a pakli vesztét okozza. Az is hátráltató lehet, hogy arra az EGY kombóra túl mániákusan rákoncentrálunk és elfelejtünk védekezni. DE…és ez tényleg egy nagy de, ha kijön a kombó, akkor valószínűleg eléggé halottak vagyunk így ne becsüljük alá ezt a pakli típust sem.

### Az „Okos pakli”
Az "Okos pakli" az előzőekben leírt két paklit egyesíti egy pakliban. Ebben a pakliban egyszerre van benne, a mindenre felkészültség, a védelem és a befejező csapást létrehozni képes kombó (direkt nem a szörny kifejezést használom, mert vannak erre jól működő, csapda vagy varázslap általi megoldások is). Ez a pakli nem igényel sok lapot (persze a játékos megítélése mi neki a sok, hisz egy kivégző mozdulatnál a „minden lap” sem sok), mégis ütős kombót tartalmaz, de nem feltétlenül arra épül! A kombót a mindenki által jól ismert és jól használható lapok támogatják. Az „Okos pakli” nagyon dinamikusan képes válaszolni minden változásra és rá tudja erőszakolni az ellenfélre a játékstílusát. Szerintem az „Okos pakli” tulajdonosok a legjobb játékosok.

## A kártyalapok jellemzői
Egyszerre több tényező is befolyásolhatja egy lap képességét, ezek a következők.

### Használhatóság
Ez a komponens a legfontosabb egy lapnál. A használhatóságnál azt nézzük, hogy mire képes a lap a mi paklinkban. Tehát ne azt nézzük, hogy a Józsinál milyen jól működött, hanem hogy nálunk hogy jönne be. Ehhez persze szükséges a paklink tökéletes ismerete. Aki nem rendelkezik ezzel, az olvassa el azt a pár mondatot amit a lap aljára rányomtattak.

### Funkciógazdagság
Ezt a komponenst sokszor nagyon alábecsülik és néha nem is lehet tökéletesen elsőre minden tulajdonságát megismerni. Itt ne csak az effektet nézzük, hanem hogy konkrétan mi történik a pályán, amikor aktiváljuk vagy lerakjuk. Vegyük például a Sakuretsu Armort, ami egy rendkívül funkciógazdag lap. Amikor aktiváljuk, akkor megöl egy ellenséges lényt és megfékezi annak támadását de életben hagyja a szörnyünket, vagyis pusztít és véd egyszerre. Ezzel szemben mondjuk a Michizure csak akkor pusztítja el az ellenséges szörnyet, ha a mi szörnyünk is meghal, tehát megöl egy lényt és védi az életünket, de nem fékezte meg a támadást, így szörnyünk meghalt (a különbséget a támadás végbemenése közt és a szörnyünk pusztulása közt többek közt a direktbe támadós lények miatt is különválasztottam). Tanács: próbáljunk minél funkciógazdagabb lapokat használni.

### Lapelőny
A lapelőny nem minden a világon, de a témát nem lehet megkerülni. A Lapelőny azt jelenti, hogy egy effekt aktiválásáért mennyi lapot (potenciális más lépésekre való esélyt) pazarlunk el. Normális esetben egy effektért csak az az egy lap ami szükséges volt az aktiváláshoz, de vannak olyanok melyekhez kell vagy egy kritériumlap vagy egy lapdobás. Az egész vita arról szól hogy a többet "fogyasztó" lapok számát próbáljuk minimalizálni. Persze itt is attól függ mennyi lapot tartunk soknak, mivel a kivégzőmozdulatnál itt is mindegy.

### Hátrány
A hátrány egy olyan büntetés, amit azért kapunk, mert vagy nagyon erős a lap amit használtunk, vagy a lap kitalálói épp nagyon „pihent” állapotukban voltak. Ez a büntetés lehet laphátrány, életpont, de akár húzásmegtagadás vagy támadásmegtagadás. Ezekkel élnünk kell és itt is megéri felmérni mit vállalunk be.

### Pszichikai kötődés
A pszichikai kötődés az, amikor húzunk egy lapot akkor örülünk-e neki vagy épp felbosszant minket. Ha olyan lapokat húzunk amit szívesen látunk, akkor előnyösnek tartjuk helyzetünket, ezzel jobb a közérzetünk és így jobban tudunk koncentrálni. Ellenkező esetben a „rossz húzás” (ami néhány ritka esetet kivéve nem létezik), már a meccs elején lehangoltságot és kedvtelenséget okoz ezáltal növelve a dekoncentráltságot. Az ilyen lapokat a későbbiekben lecserélhetjük, de jobb ha megtanulunk bánni velük és ezáltal megkedveljük őket.

### Kártyaválasztási kockázat

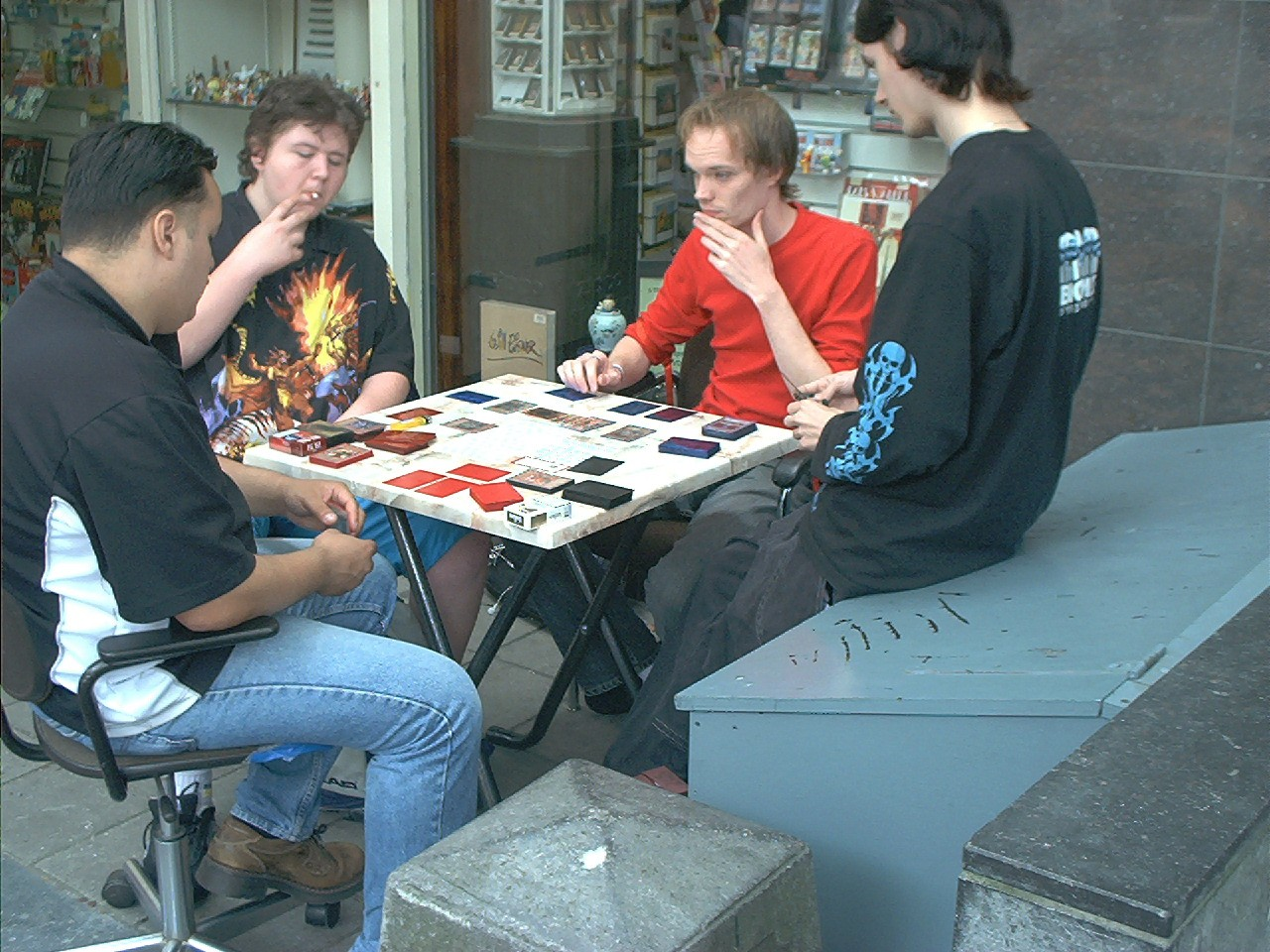
Játék közben

A jó döntéshez a pakli egészét kell nézni és a lapokat szerepük szerint kell felosztani. Ekkor láthatóvá válik, hogy miből van túl sok illetve túl kevés. Ezt a kérdést észre lehet venni a játék során is, hisz elég megnézni mi van egyfolytában a kézben. Akinek ez a módszer túl triviális azok számára egy kicsit haladóbb szintű megközelítés a következő:
Egy lap vagy éppen effekt kihúzásának esélye:
Egy pakliban egy fajta lapból max. 3 lehet. A paklinak minimum 40 lapból kell állnia (maximum 60). Hogy a paklit miért éri meg minimumon tartani, arra válasz az alábbi valószínűségszámítás:
Jó esetek osztva minden eset szorozva százzal = százalékos esély…, tehát 3/40=0,075 → 7,5% Ennyi az esélye egy lap kihúzásának, ha 3 van belőle és ebből adódóan 2,5% az esély, ha csak egy. Persze ha egy effektet nekünk két fajta lap is eléri (pl: Waboku és Threatening Roar) és hatot rakunk összesen be akkor már 15%-ot kapunk ami egyenletes eloszlás alapján kb. minden 10. lapunk ilyen effektű. Persze ez az eloszlás idealizált, így általában nem minden 10. lapunk lesz ilyen. A valószínűség számítás igazából a kombók felgyorsítására alkalmasak, így ha tudni akarjuk kb. hányadik lapra húznánk ki a megfelelőt érdemes ezzel is eljátszani. Meglepő eredmények születhetnek amik rávilágíthatnak arra, hogy miért nem jön ki egy kombó és mit kéne még betenni, mert esetleg hiányos a védelmünk.